# Polar Air Cargo
Polar Air Cargo Worldwide, Inc. ist eine US-amerikanische Frachtfluggesellschaft mit Sitz in Purchase und Heimatbasis auf dem John F. Kennedy International Airport. Sie gehört zu 51 % der Atlas Air Worldwide Holding und zu 49 % dem deutschen Logistikkonzern DHL.

## Geschichte

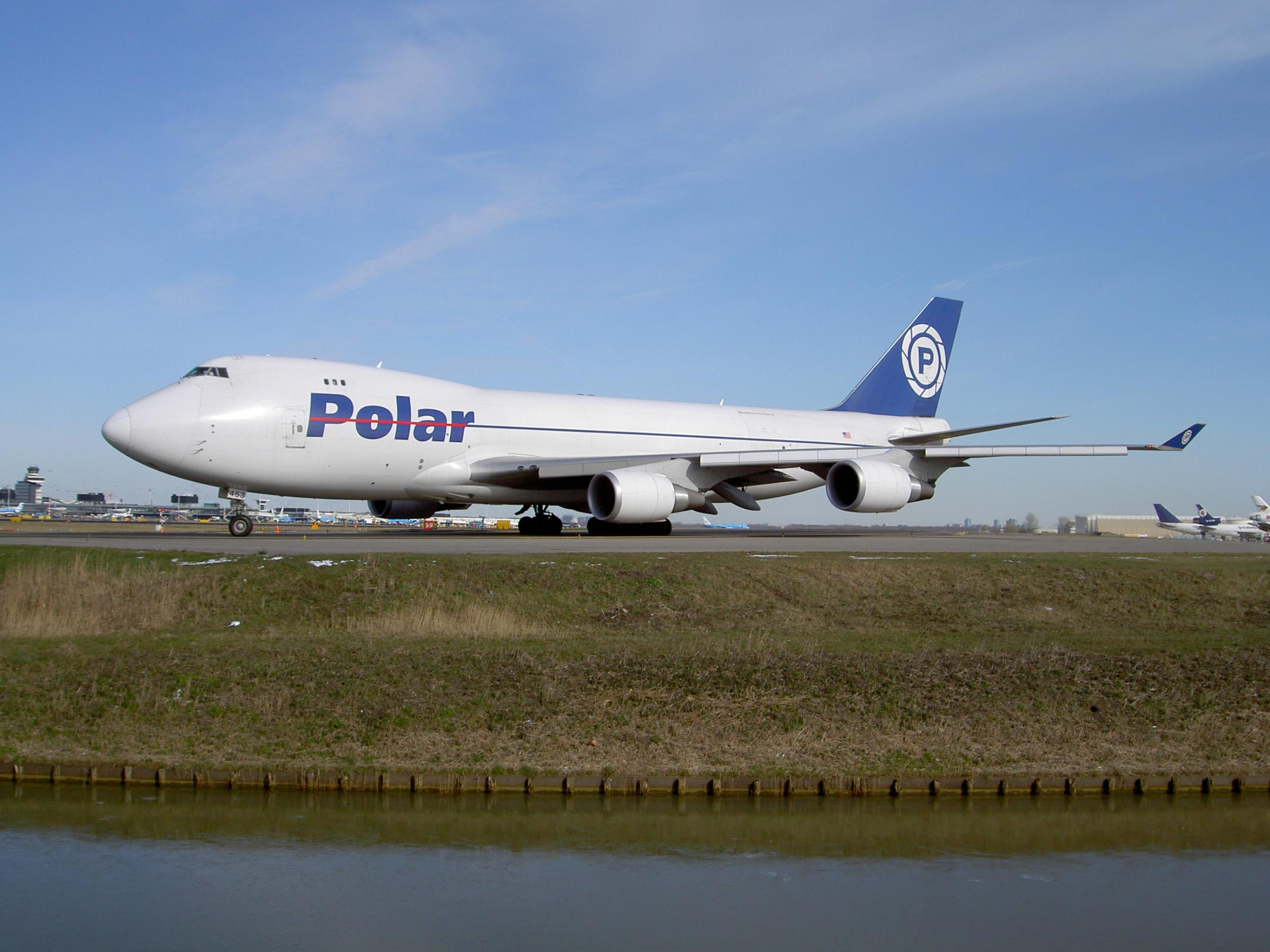
Boeing 747-400F der Polar Air Cargo in alter Bemalung

Polar Air Cargo wurde 1993 durch ein Joint Venture zwischen Southern Air Transport und GE Capital Aviation Services (GECAS) gegründet. Der Flugbetrieb begann im Juni 1993 mit Charterflügen mit einer Boeing 747-200, später gefolgt von Linienflügen. Nach einigen Jahren ständigen Wachstums wurde Polar Air Cargo komplett von GECAS übernommen. 2001 wurde die Gesellschaft von Atlas Air Worldwide Holdings (AAWW), der Dachgesellschaft von Atlas Air übernommen. Atlas Air ist eine ACMI-Leasinggesellschaft für Frachtflugzeuge. Polar wurde der Frachtanbieter für Linienflüge der AAWW, während Atlas Air weiter das Geschäft als Wet-Lease-Anbieter für Boeing-747-Frachtflugzeuge betreibt. Im Jahr 2006 erwarb DHL 49 % der Anteile von Polar Air Cargo, AAWW ist aber weiter der Hauptanteilseigner.

## Flugziele
Polar Air Cargo betreibt weltweite Linienfrachtflüge. Die Gesellschaft fliegt beispielsweise im Liniendienst nach China und verbindet Shanghai und Peking mit New York, Chicago, Los Angeles, Miami, Südamerika und mehreren Zielen in Asien und Europa, darunter Leipzig/Halle.

## Flotte
Mit Stand Februar 2025 besteht die Flotte der Polar Air Cargo aus sechs Flugzeugen mit einem Durchschnittsalter von 12,7 Jahren.
| Flugzeugtyp   | Anzahl | bestellt | Anmerkungen | Durchschnittsalter |
| ------------- | ------ | -------- | ----------- | ------------------ |
| Boeing 747-8F | 4      |          |             | 12,6 Jahre         |
| Boeing 777F   | 2      |          |             | 12,9 Jahre         |
| Gesamt        | 6      |          |             | 12,7 Jahre         |